# La Cetra Barockorchester Basel
Das La Cetra Barockorchester Basel oder kurz La Cetra ist ein 1999 gegründetes schweizerisches Orchester der historischen Aufführungspraxis mit Standort Basel. Der Arbeitsbereich des Orchesters erstreckt sich von der Musik des 17. bis zu jener des 19. Jahrhunderts.

## Geschichte
Das Orchester wurde auf Initiative des damaligen Direktors der Schola Cantorum Basiliensis, Peter Reidemeister, als die Schola Cantorum Basiliensis ein Orchester für ihre Absolventen schaffen wollte, gegründet. Bis heute besteht eine Verbindung mit der Forschungsabteilung dieser Institution für Alte Musik. Der Name des Orchesters wurde bei Antonio Vivaldi entlehnt, der wie vorher schon andere Komponisten, seine 1727 in Amsterdam erschienenen Violinkonzerte op. 9 La Cetra betitelte – die Leier (Zither), das Instrument des Orpheus’ und des Apollo.
Seitdem ist ein Aufstieg in die Reihen der international führenden Orchester der Alten Musik gelungen. Kooperationen mit dem Theater Basel gelten Opernproduktionen wie Monteverdis L’incoronazione di Poppea 2003 und L'Orfeo 2008, Vivaldis Orlando furioso 2009,  Cavallis La Calisto 2010, Händels Ariodante 2012, Mozarts Idomeneo 2013, Purcells The Indian Queen 2014 und Charpentiers Médée 2015. Mit dem Ballett Basel wurden 2012 Purcells The Fairy-Queen und 2015 Vivaldis Juditha triumphans realisiert. Des Weiteren arbeitet La Cetra in Konzerten mit Sängern wie Magdalena Kožená, Carlos Mena, Patricia Petibon, Nuria Rial und Andreas Scholl sowie Instrumentalisten wie Nicola Benedetti, Giuliano Carmignola oder Maurice Steger. Ebenfalls wurde mit Gastdirigenten wie Gustav Leonhardt, Jordi Savall, Maurice Steger und René Jacobs zusammengearbeitet.
La Cetra spielt regelmäßig in Deutschland (Festspielhaus Baden-Baden), Luxemburg (Philharmonie de Luxembourg), England (Wigmore Hall London), Niederlande (Concertgebouw Amsterdam) und Spanien (Auditorio National de Madrid, Palau de la Musica Barcelona).

## Künstlerische Leitung
Seit 2009 steht das Orchester unter der künstlerischen Leitung Andrea Marcon. Er ist Dirigent, Cembalist und Organist, Experte für Alte Musik und arbeitet auch als Gastdirigent mit Orchestern wie dem Freiburger Barockorchester, Concerto Köln, den Berliner Philharmonikern, dem Symphonieorchester des Bayerischen Rundfunks, dem Gustav Mahler Chamber Orchestra und weiteren Orchestern. Andrea Marcons Initiative ist es auch zu verdanken, dass «La Cetra Barockorchester Basel» seit 2012 das «La Cetra Vokalensemble» zur Seite steht.

## «La Cetra» in Basel
Seit der Saison 2015/2016 veranstaltet «La Cetra» eine eigene Konzertreihe in Basel mit Andrea Marcon.

## Auszeichnungen
- 2009: Europäischer Kulturpreis für alte Musik
- 2017: Grammy-Nominierung für CD-Einspielung Monteverdi mit Magdalena Kožená in der Kategorie Best Classical Vocal Solo Album nominiert.[2]

## Diskografie (Auswahl)
- Giuseppe Antonio Brescianello: Concerti, Sinfonie, Ouverture, unter der Leitung von David Plantier und Václav Luks (2004, Neuedition 2011).
- Francesco Venturini: Concerti da Camera, Op. 1; Leitung David Plantier, (2006).
- William Hayes: The Passions (An Ode for Music, 1750), Leitung Anthony Rooley, (2009).
- Wolfgang Amadeus Mozart: Overtures, Leitung Andrea Marcon (2011).
- Mozart’s Garden, mit Mojca Erdmann, Leitung Andrea Marcon (2011).
- Nouveau Monde, mit Patricia Petibon, Leitung Andrea Marcon (2012).
- Antonio Caldara: La Concordia de’ pianeti, Leitung Andrea Marcon (2014).
- Claudio Monteverdi: Monteverdi mit Magdalena Kožená, Leitung Andrea Marcon (2016), nominiert für einen Grammy 2017 in der Kategorie Best Classical Vocal Solo Album[2]
- Jean Marie Leclair: Violinkonzerte op. 7 Nr. 2 & 6; op. 10 Nr. 2 & 6; Violine und Leitung Leila Schayegh; Label Glossa, 2018.
- Mr Handel's Dinner: Concertos, Sonatas & Chaconnes by Georg Friedrich Händel, Gottfried Finger, Francesco Geminiani u. William Babell. Mit Maurice Steger, Blockflöte & Dirigent; Harmonia Mundi, 2019.
- Jean-Marie Leclair, Violinkonzerte op. 7 Nr. 1 & Nr. 3; op. 10, Nr. 1 & Nr. 3, Violine und Leitung Leila Schayegh; Label Glossa, 2019 (Auszeichnung: Diapason d’or 2020).
- Jean-Marie Leclair: Violinkonzerte op. 7 Nr. 4 & Nr. 5; op. 10, Nr. 4 & Nr. 5; Violine und Leitung Leila Schayegh; Label Glossa, 2022.